# Ludwig Bauer (Architekt, 1880)
Ludwig Bauer (* 25. September 1880 in Rieden; † 2. März 1955 in Stuttgart) war ein deutscher Architekt und Bauunternehmer.

## Leben
Bauer wurde als Sohn des Riedener Adlerwirts und Gemeinderats Johann Bauer (31. Mai 1841 – 1. Juni 1930) und dessen Ehefrau Sophie Bauer geb. Kotzel (28. Mai 1845 – 8. Mai 1913) geboren. Nach dem Besuch der Haller Realanstalt und einer einjährigen Berufspraxis in den Bibersfelder Steinbrüchen und als Steinmetz an der Bauhütte der Schwäbisch Haller Michaelskirche studierte er zwei Semester an der Baugewerkeschule Stuttgart und ab 1902 an der Technischen Hochschule Stuttgart Architektur. Nach Abschluss seines Studiums arbeitete er als freier Architekt und gründete 1906 ein Baugeschäft „für Stahlbeton, Hoch- und Tiefbau“ in Obertürkheim. Er baute insbesondere Gebäude in Stahlbetonbauweise, darunter über 30 Schulen und Krankenhäuser, und arbeitete mit den bekannten Stuttgarter Architekten Theodor Fischer und Paul Bonatz zusammen. Bereits 1927 gründete er eine Filiale in Sevilla in Spanien. Nach einigen Talsperren- und Aquädukt-Projekten beendete der Ausbruch des spanischen Bürgerkriegs die weitere Existenz der Filiale. Ab 1927 und im Rahmen des Reichsautobahnbaus war Bauer von 1936 bis 1938 auch im Brücken- und Betonstraßenbau tätig, 1943-1944 auch im Stahlbeton-Schiffbau in Norwegen. In den Jahren von 1945 bis 1956 baute sein Unternehmen 13 Brücken über den Neckar und weitere 23 Brücken in Württemberg.
Ab den 1950er Jahren leitete sein ältester Sohn Reinhard das Bauunternehmen LuBau GmbH, das bis in die 1980er Jahre zu den führenden seiner Branche in Baden-Württemberg gehörte. Sein jüngerer Sohn war im Krieg gefallen, seine älteste Tochter Lore Hundsdörfer war ebenfalls in der Geschäftsleitung des Unternehmens tätig. Seine Tochter Grit wurde ebenfalls Architektin.

## Ehrungen
1926 erhielt er die Ehrendoktorwürde der Technischen Hochschule Stuttgart (als Dr.-Ing. E. h.). Als Stifter eines Freibads wurde Ludwig Bauer 1937 von seiner Heimatgemeinde Rieden zum Ehrenbürger ernannt.
1956 publizierten Reinhard Bauer und Lore Hundsdörfer, die zwei im Unternehmen tätigen Kinder von Ludwig Bauer, aus Anlass des fünfzigsten Unternehmensjubiläums die Festschrift 50 Jahre Stahlbetonbau Ludwig Bauer 1906–1956 / LUBAU im Selbstverlag.